# Graciano García
Graciano García García (Moreda, Aller, Asturias, 12 de octubre de 1939) es un periodista y poeta español. Se le conoce principalmente como fundador y promotor de la Fundación Príncipe de Asturias, hoy Fundación Princesa de Asturias, que otorga los Premios Princesa de Asturias.

## Biografía
Graciano García es diplomado en periodismo por la Escuela Oficial de Periodismo de Madrid. Empezó a trabajar como periodista en el periódico asturiano La Nueva España desde 1961. En 1969 fundó la revista Asturias Semanal, que se convirtió en un muy destacado foro a favor de la concordia y de la democracia, y de la que fue director en el periodo 1969-1977. Finaliza su etapa como periodista como promotor y director del periódico Asturias Diario Regional, en el que permaneció el breve tiempo entre 1978 y 1979.
Tras esta primera etapa como periodista pasa al mundo de las editoriales, primero con Ediciones Naranco y fundando luego, en 1989, Ediciones Nobel, editorial orientada al mercado europeo e hispanoamericano.
En 1994 funda el Premio Internacional de Ensayo Jovellanos que se entrega anualmente desde ese año. En 1996, funda además la revista literaria Clarín. Finalmente, haciéndolo coincidir con el 250 aniversario del nacimiento de Melchor Gaspar de Jovellanos, funda el Premio Internacional de Poesía Jovellanos.
En 2015 se da a conocer su faceta como poeta con la publicación de su primer libro Una tierra, una patria, un alma (Ediciones Nobel); al que le han seguido Teresa (Ediciones Nobel, 2017) y Palabras del abuelo (Ediciones Nobel, 2018).  Tras un largo recorrido, en 2019 presenta su proyecto Asturias, Capital Mundial de la Poesía, una iniciativa que busca unir a Asturias con la exaltación y promoción de la poesía cada 21 de marzo, declarado por la UNESCO Día Mundial de la Poesía.

## Premios Príncipe de Asturias
En 1980, Graciano García, logra su doble objetivo de establecer un vínculo entre el Principado de Asturias y el heredero de la Casa Real Española que ostenta el título de Príncipe de Asturias, así como de premiar la divulgación de los valores científicos, culturales y humanísticos que son patrimonio universal. Para ello se funda el 24 de septiembre de 1980 bajo el patrocinio de SS.MM. los Reyes de España y de S.A.R. el Príncipe de Asturias; con la colaboración del secretario general de la Casa de S.M. el Rey Juan Carlos I, el general asturiano Sabino Fernández Campo, más tarde conde de Latores; y bajo su propia dirección la Fundación Príncipe de Asturias que desde ese año convoca y otorga los Premios Príncipe de Asturias, hoy Premios Princesa de Asturias.

## Obra
- Una tierra, una patria, un alma. Libro de poemas. Ediciones Nobel, 2015. ISBN 9788484597216.[2]
- Teresa. Libro de poemas. Ediciones Nobel, 2017. ISBN 9788484597438[3]
- Palabras del abuelo. Libro de poemas. Ediciones Nobel, 2018. ISBN 9788484597513[4]

## Condecoraciones
- Cruz de la Orden del Mérito de la Guardia Civil con distintivo blanco, 2007.[5]
- Gran Cruz de la Real Orden de Carlos III, máxima condecoración civil de España, concedida por S.M. el Rey Don Juan Carlos en 2010.[6]
- Medalla de la Orden del Mérito Policial con distintivo blanco, concedida por el Ministerio del Interior de España en 2007.[7]
- Comendador de la Orden de Río Branco, Brasil, recibida en 2004.
- Encomienda de la Orden del Mérito Civil, concedida por S.M. el Rey Don Juan Carlos en 1984.

## Distinciones
- Patrono de Honor de la Fundación Caveda y Nava, en 2010.
- Medalla de Oro de la Escuela Internacional de Protocolo, 2008.
- Medalla Carlos III, concedida por la Escuela Diplomática del Ministerio de Asuntos Exteriores y de Cooperación de España, concedida en 2007.
- Medalla Carlos III, concedida por el Ilustre Colegio Oficial de Veterinarios del Principado de Asturias, concedida en 2007.
- Hijo Predilecto de Aller, nombrado por ese ayuntamiento en 2007.
- Medalla de Oro de la ciudad de Avilés, concedida en 2006.
- Medalla de Oro de Asturias, concedida por el Gobierno del Principado de Asturias en 2005.
- Hijo Adoptivo de Oviedo, concedido por el Ayuntamiento de Oviedo en 1995.
- Asturiano del Año, elegido por La Nueva España en 1981.
- Periodista de Honor por la Asociación de la Prensa de Oviedo.

## Premios y galardones
- Galardón Asturiano Universal concedido por las Casas y Centros Asturianos de la Comunidad de Madrid (2025).
- Hijo Adoptivo de Tapia, concedido por unanimidad de todos los grupos políticos del Ayuntamiento (2025).
- Embajador del río Sella (2024).
- Premio El Comercio a la Proyección de Asturias (2021).
- Premio “E” de Europa de la Asociación de Periodistas Europeos[8] (2010).
- Premio Internacional ASICOM-Universidad de Oviedo a la Trayectoria Profesional (2010).
- Premio Dionisio de la Huerta Casagrán, en su primera edición, ex aequo con Sabino Fernández Campo (2008).[9]
- Faba de Oro, concedida por el Círculo de Amigos de la Faba en su XXII edición (2004).
- Madreña de Oro del Centro Asturiano de Sevilla (2002).
- Master de Oro del Fórum de Alta Dirección (2002).
- Premio al Empresario y Profesional del Año de Astur Manager (2000).
- Galardón Puerta de Asturias (2000).
- Manzana de Oro del Centro Asturiano de Madrid, concedida (1996).

| Predecesor: fundador | Director de la Fundación Príncipe de Asturias 1980 - 2009 | Sucesor: Teresa Sanjurjo González |